# Qishn
Qishn (àrab: قشن, Qixn) és una població de la costa de la governació d'al-Mahra, al Iemen, a l'extrem oriental del que fou el Iemen del Sud, uns 60 km a l'oest del Ras Fartak. Avui dia té una població d'uns 80.000 habitants. Té un aeròdrom fora d'ús.

## Història
Vers 1295 els mahra van perdre al-Xihr davant els rassúlides del Iemen i, pressionats pels quaiti, es van establir més a l'est al segle xiv amb centres a Hasik i Qishn. El 1512 els portuguesos van abandonar l'illa de Socotra i els mahra s'hi van desplaçar des de Qishn i van fundar una fortalesa començant a emigrar a l'illa. Entre 1522 i 1548 Qishn va patir alguns atacs portuguesos. El 1538/1539 el sultà dels Banu Kahtir (Kahtiri), Badr Bu Tuwayrik, va ocupar Hadramaut (incloent Tarim) i el 1545/1546 va ocupar Qishn, on la major part dels membres de la família reial dels Banu Afrar (mashaykhs dels mahra) va ser massacrada. El 1548 el sultà Said ibn Abd Allah dels Banu Afrar va tornar de Socotra, on s'havia refugiat, i va reconquerir Qishn (abril de 1548). Com que els Banu Kahtir eren aliats dels otomans, els Banu Afrar estaven ara aliats als portuguesos.
La situació va esdevenir estable. El sultà de la família dels Banu Afrar dels mahra, que era elegit en la branca sènior de la família, residia tradicionalment a l'illa de Socotra, i el cap de la branca júnior era el seu delegat a Qishn, que fou la capital continental (la regió de Mahra) del sultanat dels Banu Afrar o sultanat Mahra de Qishn i Socotra.
L'abril de 1886 el sultà va signar el protectorat britànic (encara que solament va afectar Socotra), situació que es va estendre a Qishn el maig del 1888, i en endavant formà part del Protectorat Oriental d'Aden, i quan aquest va desaparèixer el 1963, del Protectorat de l'Aràbia del Sud fins al 1967, quan va passar a mans dels revolucionaris que van proclamar la República Popular del Iemen del Sud, i llavors va quedar dins la sisena muhàfadha o governació, la més oriental.

## Economia
Sota domini britànic la ciutat fou un poble pescador, dedicant-se també a cuidar el bestiar i al comerç. Les principals exportacions han estat tradicionalment l'encens, el peix sec i la sal. Sota el règim comunista del Iemen del sud es van fer importants avenços socials, desapareixent la tribalització, i atenuant-se la discriminació de gènere. Després de la unió amb el Iemen del Nord les prospeccions petrolieres han donat bon resultat, i la població s'ha duplicat els darrers vint anys.